# Sarah Bezra Nicol

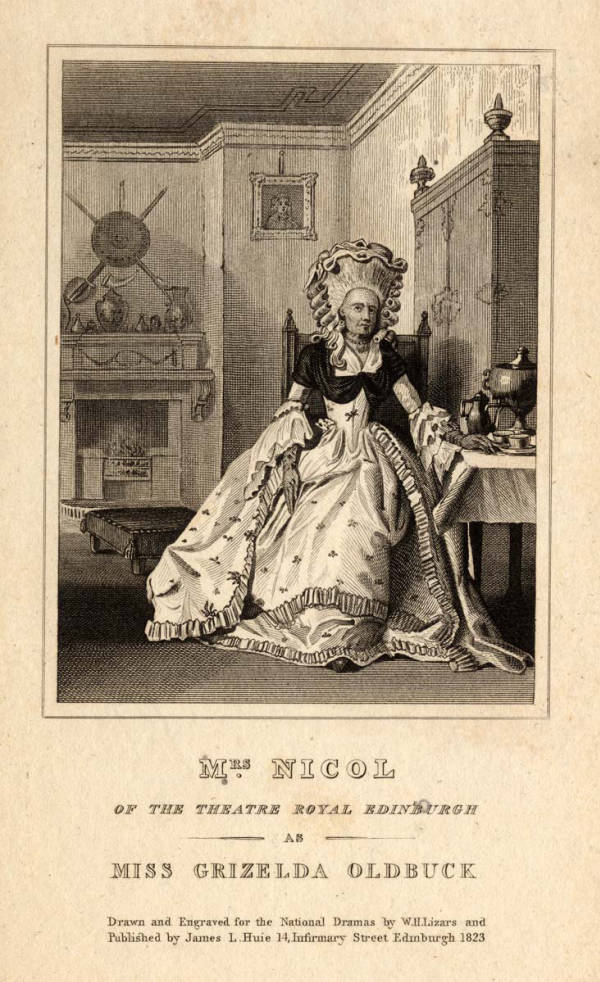
Mrs Nicol 1823

Sarah Bezra Nicol, född okänt år, död 1834, var en brittisk skådespelare, aktiv 1806–1834. 
Hon var ursprungligen hushållare åt löjtnant Milner, och blev som sådan en medlem i dennas Shakespearean Society of London, som uppförde välgörenhetspjäser i Tottenham Court Road. Hon visade upp sådan stor talang att hon snart kunde engageras som yrkesskådespelare i landsorten. Hon flyttade med sin make, som var tryckare, till Edinburgh i Skottland, där hon debuterade 1806. Hennes fack var gumroller, och hon engagerades snart på Theatre Royal. Hon fick stor framgång inom sitt fack och tillhörde eliten inom teatern i Skottland. Bland hennes roller fanns Mrs. Glass i ‘Heart of Midlothian,’ 23 Feb. 1820; Miss Grizelda Oldbuck i ‘Antiquary,’ 20 Dec. 1820, och Mysie i ‘Bride of Lammermoor,’ 1 May 1822. 